# Octomeria crassifolia
Octomeria crassifolia är en orkidéart som beskrevs av John Lindley. Octomeria crassifolia ingår i släktet Octomeria och familjen orkidéer. Inga underarter finns listade i Catalogue of Life.
Artens utbredningsområde anges som östra Ecuador, Brasilien och Uruguay.

## Bildgalleri

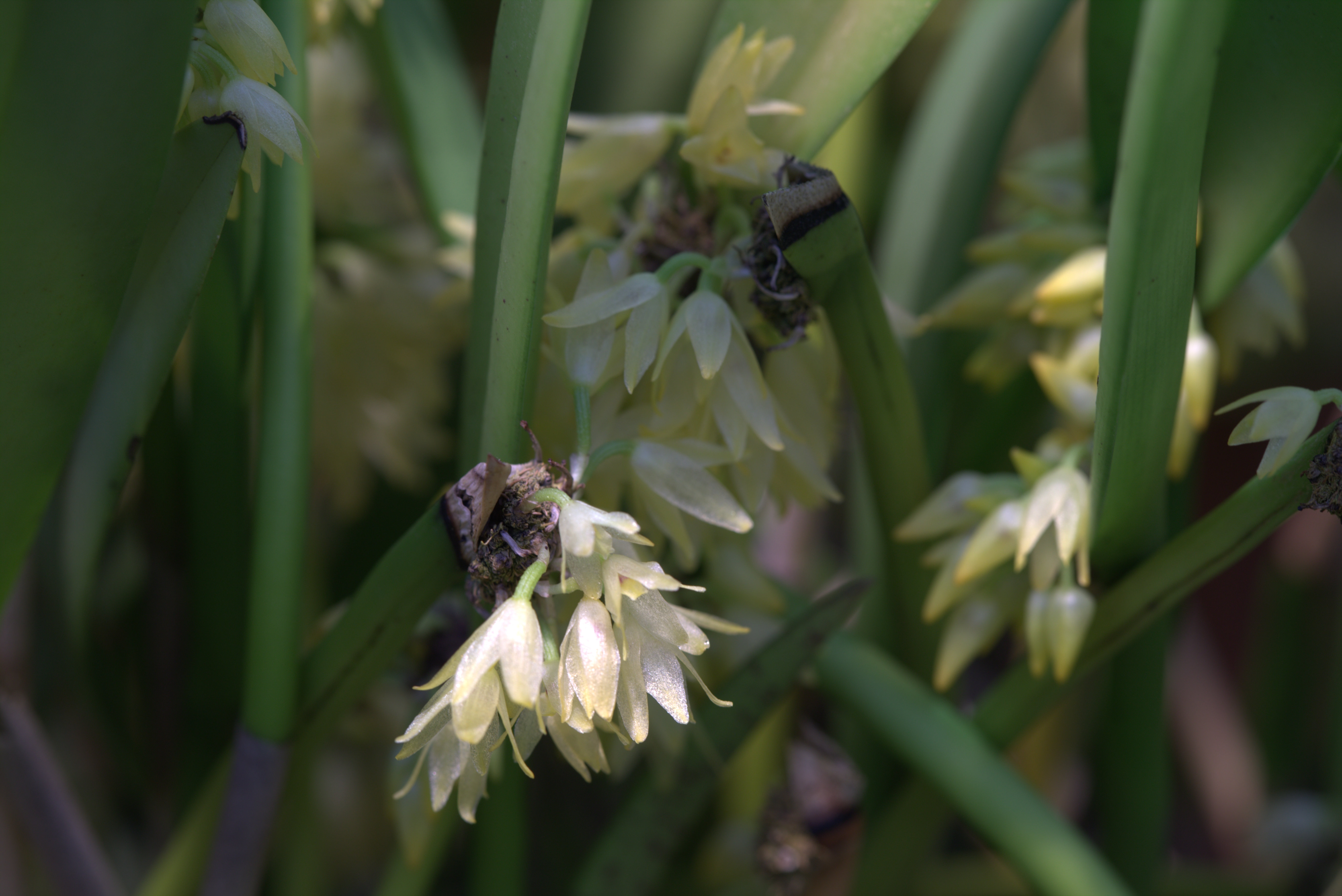
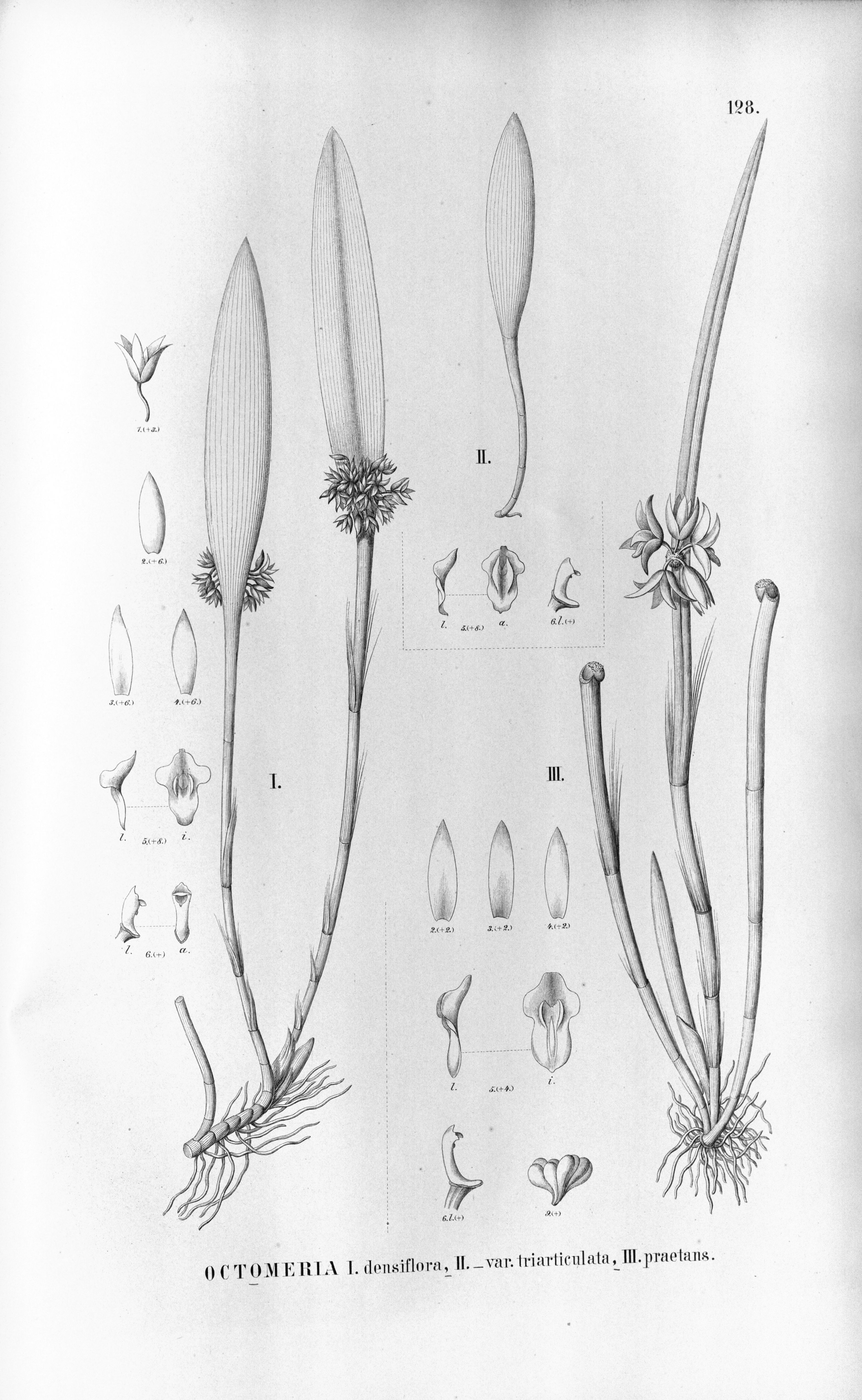